# Заздрівська сільська рада
За́здрівська сільська́ ра́да — адміністративно-територіальна одиниця та орган місцевого самоврядування в Теребовлянському районі Тернопільської області (до вересня 2015 року). Адміністративний центр — село Заздрість.

## Загальні відомості
- Заздрівська сільська рада утворена в 1939 році.
- Територія ради: 3,455 км²
- Населення ради: 929 осіб (станом на 2001 рік)

## Населені пункти
Сільській раді були підпорядковані населені пункти:
- с. Заздрість

## Склад ради
Рада складалася з 14 депутатів та голови.
- Голова ради: Кокітко Марія Юліанівна
- Секретар ради: Господюк Галина Аркадіївна

### Керівний склад попередніх скликань
| Прізвище, ім'я, по батькові | Основні відомості                                                             | Дата обрання | Дата звільнення |
| --------------------------- | ----------------------------------------------------------------------------- | ------------ | --------------- |
| Гогусь Роман Орестович      | Сільський голова, 1955 року народження, член Української Народної Партії      | 26.03.2006   | 31.10.2010      |
| Кокітко Марія Юліанівна     | Сільський голова, 1962 року народження, освіта середня загальна, позапартійна | 31.10.2010   |                 |

Примітка: таблиця складена за даними сайту Верховної Ради України

### Депутати
За результатами місцевих виборів 2010 року депутатами ради стали:

#### За суб'єктами висування
| Суб'єкт висування | Кількість обраних депутатів | %   |
| ----------------- | --------------------------- | --- |
| Самовисування     | 14                          | 100 |

#### За округами
| № округу | Прізвище, ім'я, по батькові     | Дата визнання обраним | Освіта             | Партійна приналежність | Відомості про обраного депутата             |
| -------- | ------------------------------- | --------------------- | ------------------ | ---------------------- | ------------------------------------------- |
| 1        | Господюк Галина Аркадіївна      | 01.11.2010            | середня спеціальна | позапартійна           | Заздрівська сільська рада, секретар         |
| 2        | Дюк Марія Іванівна              | 01.11.2010            | середня спеціальна | позапартійна           | тимчасово не працює                         |
| 3        | Паращук Любов Володимирівна     | 01.11.2010            | середня спеціальна | позапартійна           | Заздрівське поштове відділення              |
| 4        | Кокітко Михайло Іванович        | 01.11.2010            | середня спеціальна | позапартійний          | студент                                     |
| 5        | Вигінний Орест Теодозійович     | 01.11.2010            | середня спеціальна | позапартійний          | тимчасово не працює                         |
| 6        | Кокітко Володимир Іванович      | 01.11.2010            | вища               | позапартійний          | тимчасово не працює                         |
| 7        | Тернопільська Галина Миколаївна | 01.11.2010            | середня спеціальна | позапартійна           | Заздрівське поштове відділення, листоноша   |
| 8        | Галан Світлана Петрівна         | 01.11.2010            | середня спеціальна | позапартійна           | тимчасово не працює                         |
| 9        | Гогусь Роман Орестович          | 01.11.2010            | вища               | позапартійний          | Заздрівська сільська рада, сільський голова |
| 10       | Тернопільський Ярослав Іванович | 01.11.2010            | середня спеціальна | позапартійний          | Фірма «Перспектива», крановик               |
| 11       | Драбик Любов Миколаївна         | 01.11.2010            | середня спеціальна | позапартійна           | приватний підприємець                       |
| 12       | Мостовий Андрій Юліанович       | 01.11.2010            | середня спеціальна | позапартійний          | приватний підприємець                       |
| 13       | Пазірович Стефанія Романівна    | 01.11.2010            | середня спеціальна | позапартійна           | Агрокомпанія «Дружба», різноробоча          |
| 14       | Драбик Олег Володимирович       | 01.11.2010            | середня спеціальна | позапартійний          | Агрокомпанія «Дружба», водій                |